# Скаратти, Франческо
Франческо Скаратти (19 февраля 1939 — 16 августа 2013) — итальянский футбольный тренер и игрок.

## Карьера
Скаратти родился в Риме, где и начал заниматься футболом в молодёжном составе «Ромы», а затем перешёл в другую римскую команду, «Ромулеа», с которой он дебютировал в IV Серии. В 1959 году он был продан в «Сиену», которая играла в Серии С.
В 1960 году Паоло Мацца порекомендовал его Луиджи Ферреро, тренеру СПАЛа, там он встретился со своим будущим партнёром по «Роме», Серхио Карпанези. Дебют Скаратти в Серии А состоялся 2 октября 1960 года в Бергамо, в гостевом матче против «Аталанты» была зафиксирована ничья.
В 1961 году после всего двух матчей за СПАЛ Скаратти вернулся в столицу, чтобы играть за «Тевере Рома», где он провёл три сезона. В новом клубе он играл на разных позициях: на фланге, от обороны и в центре, благодаря этому он получил прозвище «мастер на все руки».
В 1964 году он вернулся в Серию А, где играл в «Мантове», и в ноябре того же года перешёл в клуб Серии B, «Эллас Верона».
В 1967 году он в третий раз вернулся в Рим, на этот раз в команду, с которой делал первые шаги в футболе, «Рому». Он играл за клуб до 1973 года и использовался в различных амплуа, в этот период команду тренировали Оронцо Пульезе и Эленио Эррера. Скаратти был автором гола в дополнительное время выездного матча полуфинала Кубка кубков в ворота «Гурника» (Забже). Тогда не существовало правила выездного гола, и затем, после ничьих 1:1 на Олимпийском и 2:2 в Польше, должен был состояться третий матч в Страсбурге. После ещё одной ничьи 1:1 «Рома» выбыла из соревнования по результату жребия, который в последний раз был использован на международных соревнованиях.
За «Рому» он отыграл 6 сезонов, часто исполняя обязанности капитана, Скаратти был уволен перед 1973/74 сезоном, когда Манлио Скопино отказался от его услуг. С «Ромой» Скаратти выиграл кубок Италии по футболу 1969 года и Англо-итальянский кубок 1972 года, он сыграл 122 матча в чемпионате, 22 игры (2 гола) в кубке Италии и 21 матч (также 2 гола) в еврокубках.
С 1973 по 1975 год он играл в «Лодиджани», где и закончил карьеру, позже три года (1975—1978) был тренером клуба. Благодаря хорошим результатам (второе и два третьих места в региональной лиге) команда завоевала повышение в Серию D.
В общей сложности он сыграл 128 матчей и забил 6 голов в Серии А, а также 73 матча и 12 голов в Серии B.
Он был тренером нескольких молодёжных команд, в том числе даже некоторых составов «Ромы» до 1994 года.